# ارتشاحات الخلايا أحادية النواة
ارتشاحات الخلايا أحادية النواة هي سمةٌ مميزة للآفات الالتهابية حيث تتجمع خلايا الدم البيضاء وبشكلٍ رئيسي الخلايا الآكلة (البلعمية) والخلايا الليمفاوية في موقع الإصابة وذلك للمساعدة في إزالة الحُطام.